# Claude Dambury
Claude Dambury, francoski nogometaš, * 30. julij 1971, Cayenne, Francoska Gvajana.
Za reprezentanco Francoske Gvajane je odigral dve uradni tekmi.